# Daiki Hotta
Daiki Hotta (堀田 大暉 Hotta Daiki?), född 5 oktober 1994 i Miyagi prefektur, är en japansk fotbollsspelare.
Hotta började sin karriär 2017 i Fukushima United FC. Han spelade 59 ligamatcher för klubben. 2020 flyttade han till Shonan Bellmare.